# Geranomyia tenebricosa
Geranomyia tenebricosa là một loài ruồi trong họ Limoniidae. Chúng phân bố ở miền Australasia.